# Wasserkraftwerk Callahuanca
Das Wasserkraftwerk Callahuanca (span. Central Hidroeléctrica Callahuanca) befindet sich in der peruanischen Westkordillere am Río Santa Eulalia im zentralen Westen von Peru, 50 km ostnordöstlich der Landeshauptstadt Lima. Das Kraftwerk liegt im Distrikt Callahuanca in der Provinz Huarochirí der Verwaltungsregion Lima. Betreiber der Anlage ist Enel.

## Wasserkraftwerk
Das Wasserkraftwerk wurde 1934–1938 errichtet. Die erste Einheit ging 1938 in Betrieb. Das Kraftwerk ist mit 4 horizontal ausgerichteten Pelton-Turbinen ausgestattet. Die installierte Gesamtleistung beträgt 82 MW. Die durchschnittliche Jahresenergieproduktion beläuft sich auf 600 GWh. Das Kraftwerk nutzt eine Brutto-Fallhöhe von 435 m. Die Ausbauwassermenge beträgt 23 m³/s. Oberhalb des Kraftwerks befindet sich ein Ausgleichsbehälter (⊙). Von diesem führen vier etwa 1 km lange Druckleitungen hinab zum Kraftwerk. Direkt unterhalb des Kraftwerks wird das Wasser in den Río Santa Eulalia geleitet. An einem nahe gelegenen Wehr wird das Wasser erneut aus dem Fluss abgeleitet und dem Wasserkraftwerk Moyopampa zugeführt.
Drei der Turbinen wurden 2005 durch neue ersetzt. Im Jahr 2017 kam es in der Folge von Starkregenereignissen verursacht durch das Wetterphänomen El Niño zu Erdrutschen. Diese führten zu erheblichen Schäden am Kraftwerk, so dass dieses vorläufig stillgelegt werden musste. Die Firma Andritz Hydro erhielt den Auftrag, die Anlage zu restaurieren. Im Rahmen dieser Maßnahme soll die vierte Turbine durch eine neue ersetzt werden.

## Talsperre Huinco
Die Talsperre Huinco (⊙) befindet sich 9,7 km flussaufwärts am Río Santa Eulalia. Der Staudamm ist 26 m hoch und 80 m breit. Das Speichervolumen beträgt 215.000 m³. Von der Talsperre führt eine etwa 8 km lange Wasserleitung zum Ausgleichsbehälter des Kraftwerks Callahuanca.

## Zuleitung vom Río Rímac
Unterhalb des am Río Rímac gelegenen Wasserkraftwerks Matucana (⊙) wird das Wasser über eine ca. 18 km lange Rohrleitung zum Ausgleichsbehälter des Wasserkraftwerks Callahuanca geführt.